# Глубокое (Вышневолоцкий район)
Глубокое — деревня в Вышневолоцком городском округе Тверской области. 

## География
Деревня расположена на берегу озера Глубокого в 26 км на северо-восток от города Вышний Волочек.

## История
В 1789 году на Егорьевском погосте близ деревни была построена каменная Георгиевская церковь с 2 престолами.
В конце XIX — начале XX века село Глубокое входило в состав Ящинской волости Вышневолоцкого уезда Тверской губернии.
С 1929 года деревня входила в состав Белавинского сельсовета Вышневолоцкого района Тверского округа Московской области, с 1935 года — в составе Калининской области, с 1994 года — в составе Дятловского сельского округа, с 2005 года — в составе Дятловского сельского поселения, с 2019 года — в составе Вышневолоцкого городского округа.

## Население
| 1859 | 2002 | 2010 |
| ---- | ---- | ---- |
| 78   | ↘21  | ↘7   |

## Достопримечательности
В деревне расположена недействующая Церковь Георгия Победоносца (1789).